# پیبرگ
پیبرگ (به آلمانی: Piberegg) یک منطقهٔ مسکونی در اتریش است که در ویتسبرگ واقع شده‌است. پیبرگ ۱۴٫۳۸ کیلومتر مربع مساحت دارد ۴۶۰ متر بالاتر از سطح دریا واقع شده‌است.